# Suntribe
Suntribe was een Estische meidengroep die bestond uit Rebecca Kontus, Laura Põldvere, Jaanika Vilipo, Mari-Leen Kaselaan en Daana Ots.
Suntribe won Eurolaul, de Estse preselectie voor het Eurovisiesongfestival, in 2005 met het lied Let's Get Loud en mocht dus Estland vertegenwoordigen op het Songfestival in de Oekraïense hoofdstad Kiev. De grootste concurrent tijdens Eurolaul was het solonummer Moonwalk van Laura Põldvere. Uiteindelijk werd Suntribe met 10.583 stemmen gekozen, tegenover 9.906 stemmen voor Laura. Daana voegde Ots bij de groep. 
De groep werd samengebracht door Sven Lõhmus, die ook Let's Get Loud schreef, en die eerder voor de Estische meidengroep Vanilla Ninja het lied Club Kung-Fu had geschreven dat in 2003 met Eurolaul meedeed. Vanilla Ninja kwam in Kiev eveneens aan de start, maar nam deel voor Zwitserland en werd achtste.
Op het Songfestival eindigde Suntribe in de halve finale als twintigste van de vijfentwintig deelnemers. Estland kwalificeerde zich dus voor de tweede opeenvolgende keer niet voor de finale. De groep viel na het Songfestival uit elkaar en meerdere meisjes begonnen een solocarrière.
1994: Silvi Vrait · 
1996: Ivo Linna & Maarja-Liis Ilus · 
1997: Maarja-Liis Ilus · 
1998: Koit Toome · 
1999: Evelin Samuel & Camille · 
2000: Ines · 
2001: Tanel Padar, Dave Benton & 2XL · 
2002: Sahlene · 
2003: Ruffus · 
2004: Neiokõsõ · 
2005: Suntribe · 
2006: Sandra Oxenryd · 
2007: Gerli Padar · 
2008: Kreisiraadio · 
2009: Urban Symphony · 
2010: Malcolm Lincoln · 
2011: Getter Jaani · 
2012: Ott Lepland · 
2013: Birgit Õigemeel · 
2014: Tanja · 
2015: Elina Born & Stig Rästa · 
2016: Jüri Pootsmann · 
2017: Koit Toome & Laura · 
2018: Elina Netsjajeva · 
2019: Victor Crone · 
2021: Uku Suviste · 
2022: Stefan · 
2023: Alika · 
2024: 5miinust & Puuluup · 
2025: Tommy Cash